# Здание мужского духовного училища (Минск)
Здание мужского духовного училища — историческое здание XVIII века в Минске, памятник архитектуры (номер 711Е000001). Расположено по адресу: Революционная улица, дом 2, на углу с площадью Свободы, дом 13.

## История
Здание было построено в XVIII веке как южный флигель городской усадьбы Пшездецких. В 1799 году его купил дворянин Андрей Станкевич, разместивший в нём городскую аптеку. После него зданием владел секретарь минского собрания депутатов Юрий Кобылинский, расширивший здание в сторону Койдановской улицы. В 1851 году дом перешёл к городскому голове Леопольду Дельпаце, при котором в нём был магазин парижской моды. В 1872 году дом выкупило Минское духовное училище. В 1881 году дом серьёзно пострадал в большом городском пожаре, при восстановлении был надстроен и расширен. В 1920 году в здании бывшего училища разместился Наркомат просвещения БССР, а в 1922—1925 гг. — Институт белорусской культуры. В годы Великой Отечественной войны здание не пострадало. После освобождения Минска в доме разместились учреждения военкомата, а бывший актовый зал приспособлен под кинотеатр «Родина» (позже «Новости дня», «Кинотеатр повторного фильма»).

## Архитектура
Здание оформлено в стиле классицизма. Оно после реконструкции конца XIX века имеет два этажа в центральной части и три этажа в торцевых, форма здания в плане П-образная. Со стороны площади Свободы здание имеет скошенный угол. Оконные проёмы прямоугольные, на втором этаже украшены сандриками. Боковые трёхэтажные части венчают мансарды под двускатными крышами. В планировке соединяется анфиладное размещение помещений с короткими коридорами.